# كادزهيكو تاناب
كادْزُهيكو تانابً (باليابانية: 田辺 和彦) (3 يونيو 1981 في إيشيكاوا في اليابان – )؛ هو لاعب كرة قدم ياباني سابق كان يلعب كلاعب وسط.

## روابط خارجية
- كادزهيكو تاناب على موقع رابطة كرة القدم اليابانية للمحترفين (اليابانية)
- كادزهيكو تاناب على موقع عالم كرة القدم.نت (الإنجليزية)